# 中华人民共和国和缅甸联邦边界条约
1960年10月1日，中华人民共和国和缅甸联邦在北京签订《中华人民共和国和缅甸联邦政府边界条约》。
两国“一致认为，两国间久悬未决的边界问题，是历史上遗留下来的问题”，两国政府“根据和平共处的五项原则，友好协商、互谅互让，克服了种种困难，终于顺利地全面地解决了两国边界问题”。“双方决定在1960年1月28日周恩来总理和奈温总理签订的《关于两国边界问题协定》的基础上，缔结本条约。”条约共12条，主要内容：
1. 双方同意从尖高山（瑞典语：Hsaochaw Bum）到中缅边界西端终点一段未定边界，除片马、古浪和岗房地区外，按传统习惯性定界，并且确认从尖高山到中缅边界东南端终点的划界原则；
2. 缅甸同意把属于中国的片马、古浪、岗房地区归还中国；
3. 双方决定废除缅甸对属于中国的猛卯三角地所保持的“永租”关系，中国方面同意把这个地区移交给缅甸；缅甸同意把按照1941年中英两国的滇缅南段界务换文规定属于缅甸的班洪、班老部落辖区划归中国；（条约签订后，缅甸多获得了一千多平方公里领土）
4. 为了便于双方各自的行政管理，照顾当地居民的部落关系和生产、生活上的需要，双方对1941年换文划定的界线中的一小段，作一些公平合理的调整；
5. 中国放弃1941年换文规定的中国参加经营缅甸炉房矿产企业的权利。

该条约由中华人民共和国主席刘少奇于1960年12月20日批准，缅甸联邦总统溫貌于1960年12月29日批准。1961年1月4日起生效。随着该条约的签订，两国全部边界正式划定。

## 背景

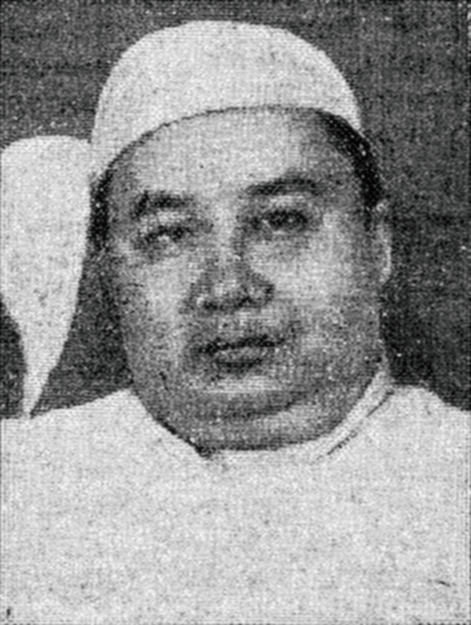
代表緬甸簽署條約的緬甸總統溫貌

簽約前中华人民共和国在國際上處於不利地位。大躍進使中國經濟衰退；中國與印尼因為印尼華僑問題而關係緊張（1965年印尼發生九·三〇事件，大批華僑被殺）；1958年八二三砲戰使中美處於戰爭邊緣；與印度關係開始惡化（1962年爆發中印戰爭）。中共對東南亞共黨的援助使鄰國對中國有戒心，緬甸因此於1958年與美國簽定十年軍事援助條約，次年接受美國三千七百萬美元經濟援助。中华人民共和国簽定此約，傳達與鄰國和平共處，解決爭端的意願。

## 影響
中緬部分邊境被原“雲南人民反共志願軍”控制。1960年5月起，中緬以勘界會議為名，秘密協議攻擊该部队。条约签订後，中國人民解放軍昆明軍區與緬軍協同作戰，共同攻擊泰北孤軍。緬甸同意解放軍可以進入緬甸國境內20公里作戰。中華人民共和國將此役稱為「中緬聯合勘界警衛作戰」，緬甸方面稱為「湄公河戰役」，台湾将其稱為「江拉基地保衛戰」。
中國在此條約中獲得軍事上重要的地點，能夠進出藏東與印度東北部。這些地區在1959年藏區騷亂與1962年中印戰爭被作為部隊集合區。缅甸則從本條約獲得南畹地區，克欽邦與佤邦之間唯一的公路由此通過。按傳統習慣定界使缅甸獲得一千平方公里的領土。